# Водењак (Корнат)
43° 43′ 47″ N 15° 23′ 51″ E / 43.72972° С; 15.39750° И
Водењак је ненасељено острвце у хрватском дијелу Јадранског мора. Налази се у Корнатском архипелагу између Каселе на сјеверозападу и Гомињака на истоку. Дио је Националног парка Корнати. Његова површина износи 0,081 km², док дужина обалске линије износи 1,05 km. Највиши врх је висок 44 m. Грађен је од кречњака кредне старости. Административно припада општини Муртер-Корнати у Шибенско-книнској жупанији.